# Coup d'État de 1971 en Turquie
Le coup d'État militaire de 1971 en Turquie a été organisé le 12 mars 1971 par voie de mémorandum.

## Des origines
La Turquie, depuis le coup d'État de 1960 et la dissolution du Parti démocrate (Demokrat Partisi), connait une situation politique et économique très tendue.
Le Parti de la justice (Adalet Partisi), fondé sur les ruines du DP, tente de reprendre à son compte la politique du retour à l'islam dont avait grandement bénéficié son prédécesseur afin de pouvoir gouverner. Mais la crise économique, la division entre les classes dominantes (représentées par le AP) sur le partage des bénéfices de la croissance et surtout la création d'un nouveau parti islamiste, le MNP (Millî Nizam Partisi - Parti de l'ordre national) font échouer la manœuvre. Le Parti de la justice se divise en son sein et ne peut plus gouverner efficacement le pays, en proie à de graves difficultés économiques et sécuritaires.

## Coup d'État
C'est dans cette situation que l'armée a choisi d'intervenir pour « rétablir l'ordre ». Les militaires prennent le contrôle du pouvoir et démettent Süleyman Demirel du poste de Premier ministre. L’origine de ce coup d’État peut s’expliquer par plusieurs raisons :
- la perte de la majorité absolue du gouvernement du AP, de par l’affrontement de classe qui mine le bloc au pouvoir,
- le renforcement de la classe ouvrière qui entretient un climat insurrectionnel avec la bourgeoisie et les islamistes,
- la crise économique, qui se traduit par une surproduction dans le secteur industriel et par une baisse de profit.

La politique menée par le gouvernement militaire renforce considérablement l'hégémonie de la grande bourgeoisie industrielle par l'octroi d'importants crédits de l'État et par une politique déflationniste favorable aux grands groupes commerciaux et industriels (gel des salaires, interdiction des grèves). La réforme agraire (voulue par la grande bourgeoisie) est rejetée par le gouvernement devant l'opposition des grands propriétaires terrains.
Parallèlement, la Constitution est amendée afin de renforcer le contrôle étatique sur la société. Plusieurs associations et partis de gauche, comme le Parti des travailleurs de Turquie (TIP), sont interdits. Il en va de même, le MNP (Millî Nizam Partisi - Parti de l'ordre national), accusé de promouvoir un discours politique religieux et de mettre en danger l'État laïc, est dissous le 20 mai 1971 par la cour constitutionnelle selon l'article 57. Il sera toutefois reconstitué sous le nom de Parti du salut national (Millî Selamet Partisi, abrégé MSP) dès 1972.

## Retrait de l'armée: retour du pouvoir civil
L'armée retourne dans ses casernes un an après le coup d'État. Le Parti républicain du peuple gagne les élections législatives de 1973 et Naim Talu devient Premier ministre. Mais en dépit de mesures d'exception prises par les militaires, la conjoncture ne s'améliore pas et continue de se dégrader. Les partis et associations dissoutes se reforment et font peser un climat insurrectionnel très violent dans le pays avec des affrontements de plus en plus sanglants.
En 1974, le gouvernement de coalition entre le CHP de Bülent Ecevit et le MSP (islamiste) décrète une amnistie générale, dont bénéficient la plupart des prisonniers politiques.
Le choc pétrolier de 1973, avec ses conséquences sur l’économie mondiale (baisse des échanges commerciaux, inflation) ruine les efforts entrepris pour remettre sur pied l'économie turque.
Une situation analogue se reproduit lors du coup d'État du 12 septembre 1980. Cela témoigne à nouveau de la place importante de l'armée dans la vie politique turque.